# افسانه‌های گمشده با مگان فاکس
افسانه‌های گمشده با مگان فاکس (انگلیسی: Legends of the Lost with Megan Fox) یک مستند تلویزیونی ساخته شده و اجرا شده توسط مگان فاکس می باشد که از دسامبر ۲۰۱۸ از شبکه تلویزیونی تراول پخش می شود. در این مستند مگان فاکس به مکان های ناشناخته تاریخی و فرهنگی در جهان می رود و به بررسی وقایع تاریخی امثال جنگ تروآ و آمازون‌ها می پردازد.